# MS Color Magic
MS Color Magic – prom należący i eksploatowany przez norweskie linie Color Line na trasie łączącej Oslo w Norwegii oraz Kilonię w Niemczech. Został zbudowany w stoczni Aker Finnyards w Rauma w Finlandii w 2007 roku. Color Magic jest aktualnie największym promem świata
Color Magic jest siostrzanym statkiem MS Color Fantasy, eksploatowanego w Color Line od 2004 roku i będącego do 2007 roku największym promem na świecie. Statek posiada 1016 kabin, w tym 54 apartamenty (tzw. suite). Z uwagi na fakt, że Color Magic został zbudowany w innej stoczni niż siostrzany Color Fantasy (stocznia Aker Finnyards w Turku), posiada on 89 dodatkowych kabin oraz większą powierzchnię konferencyjną. Z tego powodu Color Magic tylko nieznacznie przewyższa Color Fantasy pod względem pojemności brutto.